# Barbara Kim
Św. Barbara Kim (ko. 김 바르바라) (ur. 1805 w Si-heung, Korea - zm. 27 maja 1839 w Seulu) – męczennica, święta Kościoła katolickiego.
Barbara Kim urodziła się w bardzo biednej rodzinie katolickiej w prowincji Kyŏnggi. W wieku 13 lat została służącą w katolickiej rodzinie Marii Hwang. Podczas prześladowań została aresztowana w marcu 1839 roku. Poddano ją torturom, żeby zmusić ją do wyrzeczenia się wiary. Pozostała jednak nieugięta. 27 maja 1839 zmarła w więzieniu na tyfus.
Dniem jej wspomnienia jest 20 września (w grupie 103 męczenników koreańskich).
Beatyfikowana 5 lipca 1925 przez Piusa XI, kanonizowana 6 maja 1984 przez Jana Pawła II w grupie 103 męczenników koreańskich.